# Mezey László (irodalomtörténész)
Mezey László (Eger, 1918. december 5. – Budapest, 1984. április 14.) irodalomtörténész, kodikológus, paleográfus, egyetemi tanár, a Magyar Tudományos Akadémia rendes tagja.

## Élete
A gimnáziumot az egri cisztercita főgimnáziumban végezte. 1936-ban belépett a jászói premontrei rendbe, majd ezt követően Rómában kezdett tanulni, de 1939-ben a rendet elhagyva hazatért. A budapesti tudományegyetemen magyar-történelem-olasz szakot végzett. 1944-ben bölcsész doktor, 1947-ben a budapesti Egyetemi Könyvtár dolgozója. 1952-ben a kézirattár vezetője, 1961-ben elkészítette a könyvtár latin kéziratainak katalógusát. 1954-ben az MTA Irodalomtörténeti Intézetében kezdett el dolgozni.

## Munkássága
1958-ban az OSZK-ban működő Könyvtártudományi és Módszertani Központ munkatársa. 1969-ben az ELTE Régi Magyar Irodalomtörténeti Tanszékén akadémiai státusban tudományos tanácsadó. 1970-től rendszeresen tartott kk. kurzusokat az Eötvös Kollégiumban, s itt szervezte meg 1974-ben a hazai könyvtárakban őrzött kódextöredékek feltárására a Fragmenta codicum akadémiai kutatócsoportot, melyet haláláig vezetett.
Az ELTE címzetes professzora, vezette az MTA Könyvtártörténeti és Bibliográfiai Munkabizottságát, a Nemzetközi Paleográfiai, Diplomatikai és a Középkori Filozófiai Bizottság tagja. Irodalom-, művelődés- és írástörténeti tanulmányok mellett forráskiadásai, liturgia- és egyháztörténeti munkássága igen jelentős.

## Főbb művei
- Magyar századok. Budapest, 1948:41. (Szent István XIII. sz. verses históriája)
- Irodalmi anyanyelvűségünk kezdetei az Árpád-kor végén. Uo., 1955. (kandidátusi értekezése).*
- MTA I. Osztály Közleményei. 1956:191. (A „Báthory-biblia” körül. A mű és szerzője.)
- Középkori magyar írások. Vál. Bp., 1957. - Hajnal, I.: L'enseignement de l'écriture aux universités médiévales. Kiad. Uo., 1959.
- Árpád-kori és Anjou-kori levelek. Makkai Lászlóval. Uo. 1960.
- Codex Albensis. Falvy Zoltánnal. Uo., 1963.
- MKsz 1966:1, 205, 285. (A latin írás mo-i tört-éből)
- VEA 1970:13. (A váci püspökség kialakulása)
- Székesfehérvár évszázadai 2. Székesfehérvár, 1972:21. (Székesfehérvár egyházi intézményei a középkorban)
- Deákság és Európa. Budapest, 1979. (akad. dri ért.)
- Athleta patriae. Tanulmányok Szent László történetéhez. Szerk. Uo., 1980:19. (Szent László legkorábbi irodalmi ábrázolásának alakulása)
- Fragmenta latina codicum in Bibliotheca Universitatis Budapestinensis. Uo., 1983.	M.E.